# اوشن استار (قایق دو وگلی)
اوشن استار (قایق دو وگلی) (به انگلیسی: Ocean Star (schooner)) یک کشتی است که طول آن ۸۸ فوت (۲۷ متر) می‌باشد. این کشتی در سال ۱۹۹۱ ساخته شد.